# Santi Sebastiano e Valentino
Santi Sebastiano e Valentino ou Igreja dos Santos Sebastião e Valentino é uma igreja de Roma, Itália, localizada no rione Sant'Angelo, demolida logo depois da unificação da Itália, em 1870. Ficava de frente para a antiga piazza Paganica, onde hoje está a vicolo Paganica, a um quarteirão para o leste do largo Arenula. Do outro lado da rua (para cima na imagem) ficava o Palazzo Mattei di Paganica. Era dedicada aos Santos Sebastião e Valentim.

## História
Esta igreja foi mencionada pela primeira vez numa bula do papa Urbano III de 1186 entre as igrejas afiliadas a San Lorenzo in Damaso, com o nome de San Valentino. Um de seus primeiros cognomes foi "balneo miccine" que, no século XV, já havia sido corrompido para "in Piscina". O Catálogo de Censio Camerario, do final do século XII, também cita uma versão deste nome.
No final da Idade Média, a dedicação a São Sebastião foi acrescentada à igreja, que ficou conhecida também como San Sebastiano all'Olmo, nome com o qual aparece nos antigos guias de Roma, além do moderno Santi Valentino e Sebastiano.
Foi sede de uma paróquia até que o papa Clemente VIII (r. 1592–1605) a suprimiu e entregou o edifício à guilda dos comerciantes em 1593. Por conta disto, ela ganhou mais dois nomes, San Sebastiano dei Mercanti e San Valentino dei Mercanti. Seja como for, a igreja foi reconstruída ou amplamente restaurada no início do século XVIII por Francesco Felice Pozzoli. 
Foi demolida em 1870 como parte de um projeto urbanístico que resultou no grande edifício moderno que hoje ocupa o norte do local onde ela ficava.

## Arquitetura
A igreja não tinha uma fachada, pois estava incluída num edifício residencial maior que ocupava todo o quarteirão. Era pouco mais do que um retângulo simples, com quatro baias separadas por colunas que sustentavam uma abóbada. 
No altar-mor estava uma peça-de-altar de "São Sebastião" atribuída a Cavalier d'Arpino. Do lado direito estava "Sonho de José", de Ottini, e do lado esquerdo, "São Valentim", de um aluno de d'Arpino, cujo nome foi registrado como sendo Giovanni Battista. O afresco na abóbada era de Placido Romoli (1690-1750), natural de Messina e ativo em Roma.